# 屈突诠
屈突诠（622年—690年8月8日），字公理，雍州长安（今陕西西安）人，唐初功臣屈突通少子，屈突诠出生时，屈突通66岁。

## 生平
曾祖父屈突庆尚，北魏任黄门侍郎、始州刺史，北周时任大将军、邑川县开国公。祖父屈突长卿，任北周开府仪同三司、邛州刺史。父亲屈突通，隋、唐时大将、宰相。
屈突诠起家（开始任官）唐太穆皇后挽郎，随后授朝请郎。不久任游击将军、守左骁卫万善府果毅都尉。改授左屯卫翊府右郎将，转左勋卫一府左郎将。后因公事被降职为左武卫桂南府右果毅都尉。除右翊卫二府右郎将，寻迁定远将军、守左卫亲府中郎将。
贞观十九年（645），唐太宗征讨高句丽，屈突诠以功封范阳县开国侯，迁任夏州都督。唐高宗总章元年(668)灭高句丽后，任银青光禄大夫、安东都护府都护。后母亲去世丁忧离职，孝期过后任戎州都督，后复任安东都护府都护，迁任瀛州刺史，改封燕郡公。不久又除营州都督，历任泉州、笼州刺史。载初元年八月二十八日（公历690年8月8日）遘疾终于邕州（广西南宁）之旅馆，年六十九。有子广州录事参军屈突仲翔等。

## 墓志铭
屈突诠墓志铭全称《大周故银青光禄大夫行笼州刺史上柱国燕郡开国公屈突府君墓志铭并序》。

## 家族
- 屈突通，生寿、韩、干、诠、伦、延
- 屈突诠，生屈突伯起、屈突仲翔、屈突仲将、屈突仲任、屈突叔齐、屈突季将、屈突季札、屈突琁